# Canberrai Mélyűr-kommunikációs Komplexum

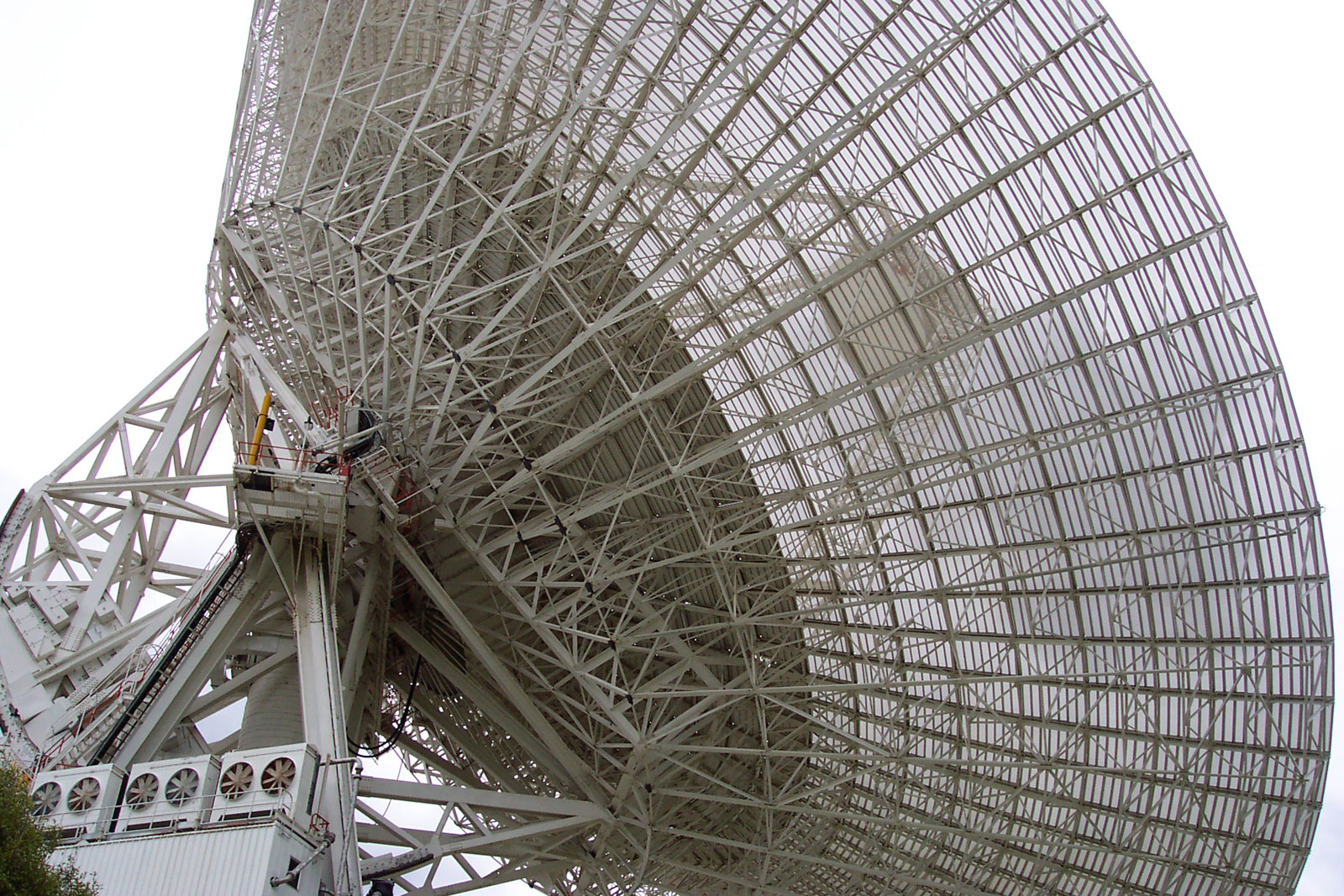
70 m-es DSS-43 távcső a Canberra Mélyűr Kommunikációs Komplexumban

A Canberrai Mélyűr-kommunikációs Komplexum (Canberra Deep Space Communication Complex - CDSCC) egy műholdas kommunikációs állomás. A NASA JPL Deep Space Networkjének része. Tidbinbillában Ausztrál főváros területén található. Az 1965-ben megnyílt komplexumot az Apollo Lunar modul nyomon követésére használták, a kaliforniai Goldstone-ban és a spanyol madridi két testvérállomásával együtt. Ma már a NASA űrhajóinak nyomon követésére és kommunikációjára használják, különös tekintettel a bolygóközi küldetésekre. Ausztráliában a Nemzeti Tudományos és Ipari Kutatási Szervezet (CSIRO) irányítja.

## Elhelyezkedés
A komplexum a Paddys folyó (a Cotter folyó mellékfolyója) völgyében található, körülbelül 20 km-re Canberrától az ausztrál főváros területén. A komplexum a Mélyűr Űrhálózat része, amelyet a NASA sugárhajtási laboratóriuma (JPL) üzemeltet. Általában Tidbinbilla Mélyűrkövető Állomásnak nevezik, és hivatalosan 1965. március 19-én nyitotta meg Sir Robert Menzies ausztrál miniszterelnök.
Az állomást Canberrától a Murrumbidgee folyó választja el, és ami még fontosabb, a Coolamon-gerinc, az Urambi-dombság és a Bullen-hegylánc, amelyek segítenek megvédeni az antennákat a város rádiófrekvenciás (RF) zajától. A közelben található a Tidbinbilla Természetvédelmi Terület.

## Menedzsment
A CSIRO irányítja a NASA ausztráliai tevékenységeinek nagy részét.
2010 februárjában a CSIRO átvette a helyszín közvetlen irányítását a CASS (CSIRO Csillagászat és Űrtudomány) létrehozásával. A CDSCC-t korábban külső alvállalkozói szervezetek, például a Raytheon Australia irányította 2003–2010 között; a BAE Systems (korábban British Aerospace Australia) 1990–2003 között; az AWA Electronic Services 1990-ig. 

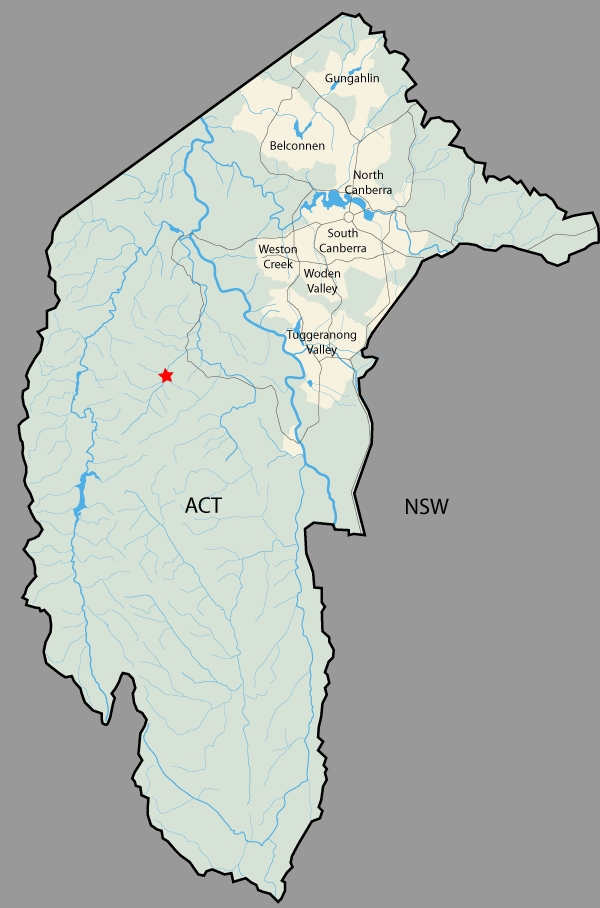
Tidbinbilla helységtérkép, a helyszínt piros csillag jelöli

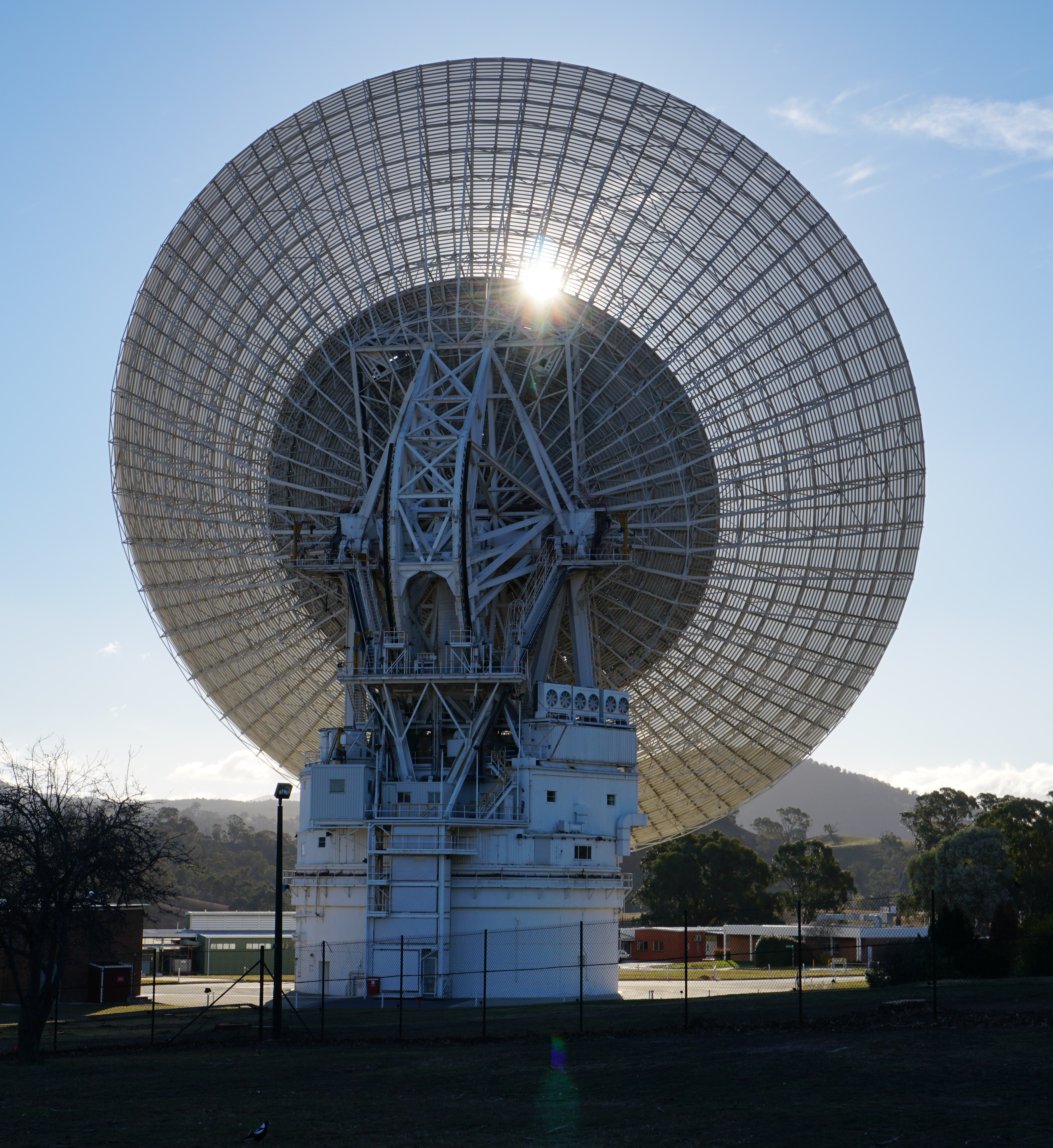
A 70 méteres DSS-43 parabolatükör a canberrai állomás és egyben a déli félteke legnagyobb antennája

Az 1960-as évek közepén a NASA három nyomkövető állomást épített az ausztrál főváros területén.
- A Tidbinbilla Tracking Station (ma CDSCC néven ismert) 1965-ben nyílt meg, és Ausztráliában az egyetlen NASA nyomkövető állomás, amely még mindig működik. Az Apollo-program során a Tidbinbillát használták az Apollo Lunar modul nyomon követésére.
- Az Orroral Valley Tracking Station (d. sz. 35° 37′ 43″, k. h. 148° 57′ 21″35.628611°S 148.955778°E) 1965 májusában nyílt meg a Nemzeti Park mai részén. Szerepe a műholdas támogatás volt, bár 1975-ben az Apollo-Szojuz tesztprojektet is támogatta. 1985-ben bezárták.
- Honeysuckle Creek Tracking Station (d. sz. 35° 35′ 01″, k. h. 148° 58′ 36″35.583611°S 148.976667°E) 1967-ben nyílt meg. Elsősorban az volt a feladata, hogy támogassa az Apolló Hold küldetéseket; főleg kommunikáció zajlott az Apollo vezérlőkabinjával. Az Apollo-projekt törlését követően az állomás támogatta a Skylabot, egészen 1979-es újbóli belépéséig, amikor az állomás csatlakozott a Deep Space Networkhöz a Viking- és a Voyager-projektek támogatására. 1981-ben bezárták az állomást, és annak 26 m-es antennáját a CDSCC-be költöztették, onnantól Deep Space Station 46 néven ismert. Az antenna eltávolítása után a létesítmény többi részét szétszerelték és ledöntötték. Alapja, bekötőútja és parkolója csak a létesítményből maradt.

## Antennák
2016 végén az állomás öt nagy antennát használt: DSS-34, DSS-35, DSS-36, DSS-43 és DSS-45. A canberrai állomás egyes zsúfolt időszakokban használja még az Új-Dél-Wales központjában lévő Parkes-rádióteleszkópot is, az űrhajóktól érkező adatok fogadására. 2010 óta folyamatosan zajlik az építkezés egy további 34 méteres sugár hullámvezető antenna felállításával. A DSS-35 építése 2010 júliusában kezdődött. Az állomás kollimációs tornya körülbelül 3 km-re északnyugatra, a Fekete-dombon fekszik.
| Fénykép | Jelölés       | Állapot   | Fő átmérő | Megjegyzések |
| ------- | ------------- | --------- | --------- | --- |
|         | DSS-33        | Leszerelt | 11 m      | Egy kis A/E antenna, amelynek DSN-felhasználása 2002-ben szűnt meg, és 2009-ben Norvégiába költözött, hogy ott légköri kutatásokra használják. |
|         | DSS-34        | Aktív     | 34 m      | Sugár-hullámvezető antenna. Rádiófrekvenciás tükrök rendszerét használja a vevő és a továbbító hardver föld alatti elhelyezésére, tehát nem a tányér tetején kerültek elhelyezésre azok. 1997-ben épült. |
|         | DSS-35        | Aktív     | 34 m      | 2014 végétől működik, és 2015 márciusában hivatalosan is megnyílt. |
|         | DSS-36        | Aktív     | 34 m      | A tányért 2015 augusztusában telepítették. 2016 végétől működik, hivatalosan 2016. november 3-án nyitották meg. |
|         | DSS-42        | Leszerelt | 34 m      | 2000-ben leszerelték és nem sokkal később szétszerelték. Ez egy "óraszög-deklináció" antenna volt, és ez volt az eredeti antenna a komplexumnál. |
|         | DSS-43        | Aktív     | 70 m      | Eredetileg 64 méteresnek építették 1973-ban a tányért, majd 1987-ben kibővítették. Ez a legnagyobb forgatható parabolikus antenna a déli féltekén. Az antenna súlya meghaladja a 3000 tonnát, és kb. 0,17 mm vastag olajfólián forog. A reflektor felülete 1272 alumínium panelből áll, teljes felülete 4180 négyzetméter. |
|         | DSS-45        | Leszerelt | 34 m      | 1986-ban épült. 2016 novemberében, nem sokkal azután, hogy a DSS-36 teljesen működőképessé vált, leszerelték. |
|         | DSS-44 DSS-46 | Leszerelt | 26 m      | Eredetileg 1967-ben építették az emberes űrutazási hálózat (Manned Spaceflight Network - MSFN) számára a Canberra melletti Honeysuckle Creeknél. Az Apollo-program három fő földi állomásának egyike volt. Az állomás és a 26 méteres tükre HSK-jelölést kapott, amíg az MSFN-ben vett részt. 1974-ben az Apollo-program befejezése után az állomást áthelyezték a JPL Deep Space Network (DSN) hálózatába, és a DSS-44 elnevezést kapta. 1984-ben a Lonc-komplexet felszámolták, az antennát szétszerelték, és DSS-46-ként állították össze a CDSCC (Tidbinbilla) komplexumban, 20 kilométerrel távolabb. A HSK/DSN 44 állomásról további információk és anekdoták a https://www.honeysucklecreek.net/index.html oldalon találhatók. A DSS-46-ot 2009 végén leszerelték a szolgálatból. 2010 májusában az Amerikai Repüléstechnikai és Űrhajózási Intézet az antennát történelmi repülőtérnek nyilvánította, és az antenna továbbra is a helyén maradt. |
|         | DSS-49        | Aktív     | 64 m      | Parkes-rádióteleszkóp. Támogatás nyújtása céljából képes becsatlakozni, azonban nem képes továbbítani (ez csak vevő). |

## Finanszírozás
A CDSCC évi költségvetése körülbelül 20 millió ausztrál dollár (4600 millió Ft), amit a NASA finanszíroz.

## Fordítás
Ez a szócikk részben vagy egészben  a   Canberra Deep Space Communication Complex című angol Wikipédia-szócikk ezen változatának fordításán alapul.  Az eredeti cikk szerkesztőit annak laptörténete sorolja fel. Ez a jelzés csupán a megfogalmazás eredetét és a szerzői jogokat jelzi, nem szolgál a cikkben szereplő információk forrásmegjelöléseként.